# Buda (történelmi település)
Buda (németül: Ofen, ókorban: Aquincum, horvátul: Budim, szlovákul: Budín, vendül: Büdin) egyike volt a Magyar Királyság történelmi fővárosainak, mely 1873-ban egyesült Pesttel és Óbudával Budapest néven. A 19. században Budát és Pestet együtt Pest-Buda, Buda-Pest vagy Budapest néven emlegették. A városegyesítés előtti, utolsó budai polgármester Házmán Ferenc volt.
A mai Budapest területéből az egyesítés előtt Budához tartozott az I. kerület, a II. kerület Pesthidegkút és Adyliget kivételével, a III. kerületből Újlak és Mátyáshegy, a XI. kerület Albertfalva és Kelenvölgy kivételével, valamint a XII. kerület Budakeszierdő kivételével, ahol a 21. század elején mintegy 300 ezer ember él.
Nagy-Budapest létrejötte, vagyis 1950 óta a Buda elnevezést tágabb értelemben Budapest egész Duna-jobbparti részére (az I., II., III., XI., XII. és XXII. kerületekre) is használják.

## Nevének eredete
A mai Buda északi része, Óbuda (Budapest III. kerülete) területén az ókorban virágzó város római kori neve Aquincum volt, amely a vizeiről kaphatta a nevét (latin aqua = víz), míg a középkori latin források Sicambria néven emlegették az ókori várost.
A Buda név a korai Árpád-korban Aquincum helyén épült települést jelölte, amelyet csak a tatárjárás után, a budai Vár (Újbuda) megépítése után kezdtek Óbuda néven emlegetni. Középkori krónikáink szerint a város Attila hun uralkodó testvéréről, Budáról (Bleda) kapta a nevét. Arany János is megörökítette Buda halála című költeményében ezt az ősi történetet a világhódító király ellen a távollétében összeesküvést szövő fivérről, akit a hazatérő Attila párbajban megölt, és akinek az emlékére nevezik a várost Budának.

Galeotto Marzio olasz humanista, Janus Pannonius barátja és Mátyás király könyvtárosa szerint: "Buda hegyen épült város, mellette folyik el a Duna. Nem tudják biztosan, honnan kapta a nevét, vagy az ókori Budaliától, vagy attól a szent férfiútól, akit Buddhának neveztek, nem mintha ő lett volna az alapítója, hanem mert olyan kiváló volt, hogy az ő nevét adták neki. Buddha volt Hieronymus tanúsága szerint a feje India bölcseinek, akiket önsanyargató brahminoknak neveznek. Azt hírelik róla ők maguk, hogy egy szűz szülte az oldalából. Hogy ez a születés igaz-e, vagy sem, nem döntöm el. Annyi bizonyos, hogy Buddhának hívták azt a bölcs férfiút, aki az indusok vallási tanát összeállította. Ezt azért mondom, mert Magyarországon a neveknek a kiváló emberek nevéhez való hasonlóságát többnyire megőrizték."

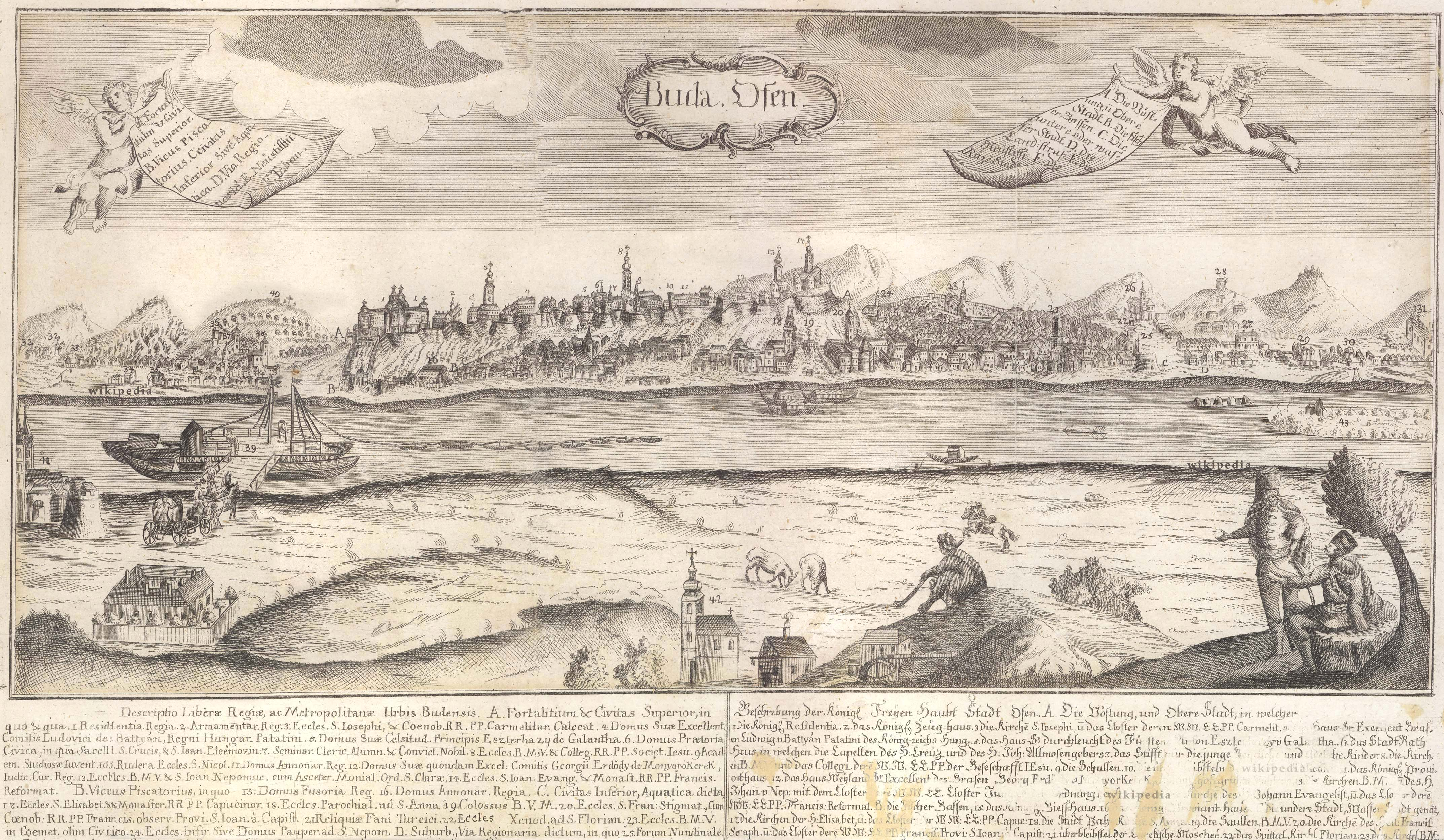
Buda látképe, 1761, Binder János Fülöp az első budai rézmetsző metszete

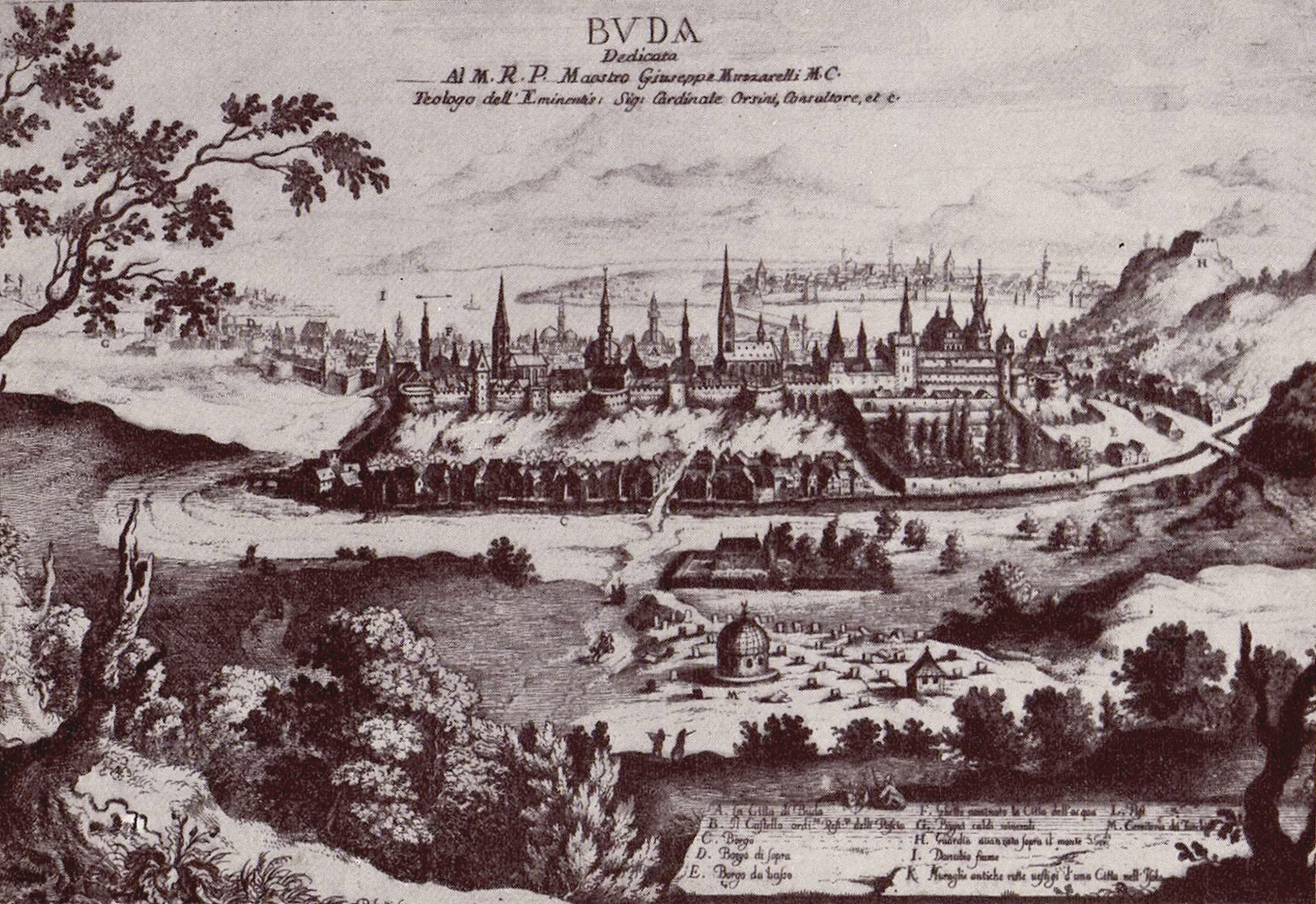
Buda látképe 1646 körül Matthäus Merian metszete

A Buda szó a Kiss Lajos féle Földrajzi nevek etimológiai szótára szerint valóban személynév lehetett valamikor.
Más véleményen volt Rupp Jakab Buda-Pest és környékének helyrajzi története című 1868-ban kiadott művében. Szerinte Aquincumot már a Római Birodalom korában is Buda, pontosabban Voda néven nevezték. Rupp Jakab érvelése szerint a rómaiakkal már élénk kapcsolatban álltak az ősi szláv törzsek, és az Aquincum nevében szereplő aqua szó szláv fordítása a szláv nyelveken voda (magyarul „víz”) volt. A szláv nyelvekből származhatott azután a későbbi magyar Buda helységnév is.
Ezt az elméletet támasztja alá a középkori német Nibelung-énekben szereplő Etelburg, Eczelburg vagyis „Etelvár” elnevezés is, amely valószínűleg nem csupán Etel, azaz a hun Attila nevét őrzi, hanem a szó a szintén „víz” jelentésű ótörök etel szóhoz is kapcsolódhat. (Lásd: magyar Etelköz, Etelkuzu = vizek, folyók köze.) A szláv szóhoz hasonlóan tehát az Etelburg elnevezés is az Aquincum név fordítása lehet és akár maguktól a hunoktól is származhatott, akik a feltételezések szerint török nyelvű nép voltak.
Hóman Bálint történész szerint az Anonymus és a Szent László-kori Gesta Hungarorum hun történeti adatairól szóló források („Secundo autem die dux arpad et omnes sui primates cum omnibus militibus hungarie intrauerunt in ciuitatem atthile regis”) azt bizonyítják, hogy Attila – mikor a rómaiaktól elfoglalta Pannóniát – (római) romokon építette fel székvárosát, melyet a magyarok Budavárnak, a németek Ecilburgnak – civitas Athile regis – neveztek.
Etelvár, illetve az Anonymus által is említett honfoglalás kori Budavár tehát óbudai erődítmény lehetett, valószínű helye Kiscell. IV. Béla épített először várat a Pesti hegyen, (a mai Várhegyen), és ezt a várat a körülötte kialakuló településsel együtt Új-Budának nevezték el, szemben Ó-Budával. A későbbiek során így alakult ki a két külön város Buda és Óbuda neve.
Kortrijk belgiumi város egyik negyedét lakói a 17. század végén, Buda ostroma után a Budának nevezték el.

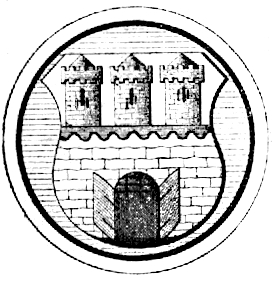
Buda pecsétje a mohácsi vész előtt

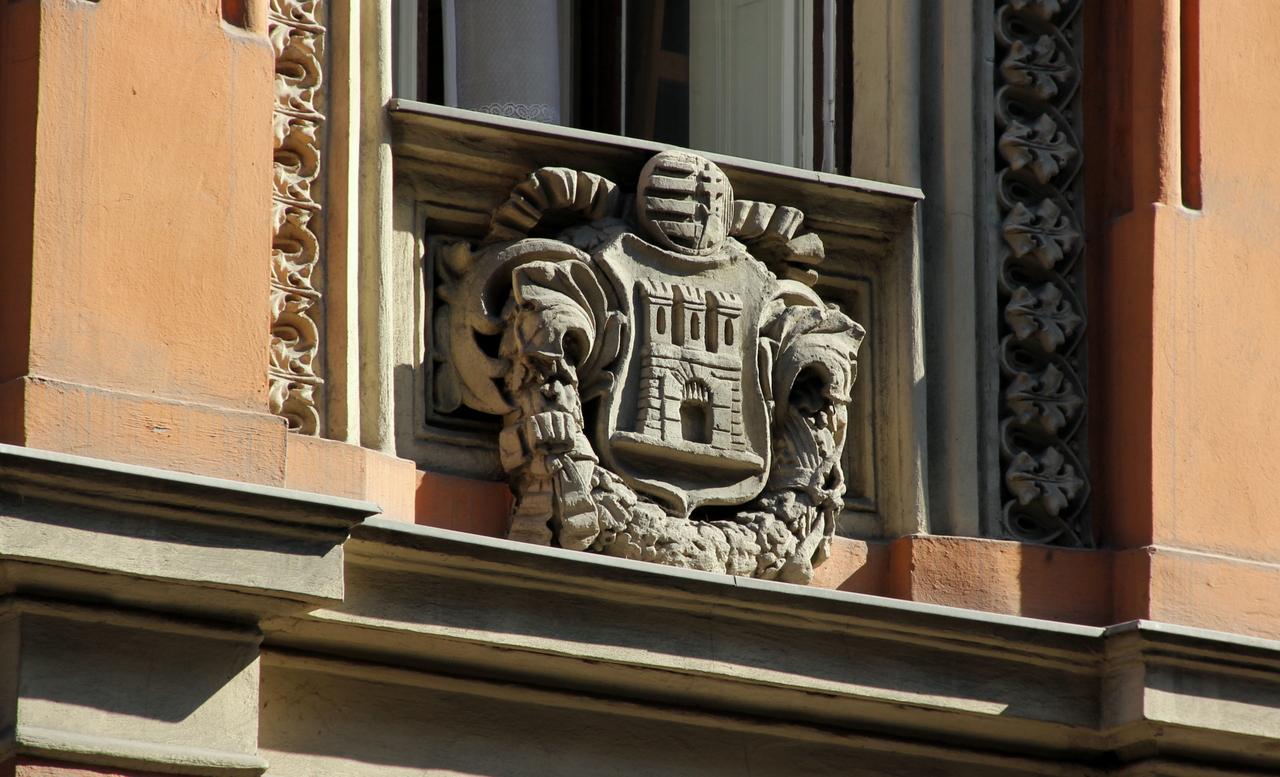
Buda ősi címere – épület díszítmény egy Vízivárosi házon (Fő utca 3.)

## Története
A magyar középkor királyi székvárosai között Buda a legifjabb. A Várhegy fennsíkját koronázó erődítményt és az alatta a Duna partján elnyúló települést, vagyis Buda városát IV. Béla király alapította a mongolok 1241–1242-es támadása után, amely szinte az egész országot kifosztotta és romba döntötte.
A letelepedésre kiváló környezetben már az őskorban laktak. A legrégibb, paleolit településnyomok a Vízivárosban mintegy 150 ezer évesek. A Várhegyen a korai bronzkorban építették az első erődített falut. Később a kelta eraviscus törzs a meredek Gellérthegyen építette fel erődített törzsi központját. A kelták benépesítették a Gellérthegy alatti rév partját és a Várhegy keleti oldalát is.

### Ókor
A Kr. u. 1. század elején a Dunáig nyomuló római hódítók felismerték a hely jelentőségét. Ellenőrzésük alá vonták a kelta oppidumot és egyúttal katonai táborokat emeltek a határ és a révek védelmére. A Várhegy északi lábánál a mai Víziváros síkján már a hódítás idején vagy kissé utána épült a segédcsapatok tábora, amely védte az itteni révet és szemmel tartotta a déli révnél épült kelta falut. A kezdetben fából készült fallal övezett tábort a 2. században szabályos négyzethálós utcarendű kőépületekből álló település váltotta fel, és azt egészen a 4. századig használtak. Aquincumot valamikor az 1. században alapították. A település kezdetben főleg a környező katonai táborok kiszolgálásából élt, majd gyors fejlődésnek indult, végül a 4. században a folyamatos támadások miatt Aquincum-polgárváros fokozatosan elnéptelenedett. Miután Aquincumot a Római Birodalom feladta, a romokon mások telepedtek meg.
Az ebben az évszázadban alapított keresztény püspökség a Birodalom megszűnte után is összefogta az itt élőket. Ekkor épült három ókeresztény bazilika is a hozzájuk tartozó kolostorokkal; ezeket sokáig használták. Az I. Constantinus korában a Duna-parton épült nagy erődben még évszázadokig laktak; bontását csak a 14. század végén kezdték el. A honfoglalás idején itt élő lakosság a keresztény hit valamely változatát vallotta.

### Középkor
A népvándorlás idején elnéptelenedett a táj, még a római épületek romjai sem vonzották eléggé az egymást váltó népeket. A helyzet érdemben a honfoglalás után sem változott. Kopár sziklás hegyen halt mártírhalált 1047-ben Szent Gellért, amikor a réven átmenni készülő csanádi püspök pogány lázadók kezébe került. A révek környéke megőrizte fontos szerepét, de a korai királyi központok, városkezdemények Óbuda és a túlparti Pest területén alakultak ki. A budai szakasz kisebb települései közül a Pesttel szemközti Kisebb Pest (német telepeseinek nyelvén Kreinfeld, a későbbi Alhévíz) érdemel említést a Gellérthegy és Várhegy lábánál, továbbá Hévíz (a későbbi Felhévíz) a római romok közelében, a Várhegy északi oldalánál lévő révnél.
1241 áprilisában a Magyar Királyságba betört mongol seregek elfoglalták és felégették Pest városát, a virágzó német hospes települést, majd a tél beköszöntével hasonló sorsra jutott a Duna túlpartján fekvő Buda (vagyis a későbbi Óbuda) vára, káptalanja és városa, a római romok közé települt korai királyi és egyházi központ is. A következő év tavaszán Ögödej mongol nagykán váratlan halála miatt a tatárok kivonultak az országból, de visszatérésükre bármikor számítani lehetett. Ez indította kezük közül megmenekült IV. Béla királyt arra, hogy várat építtessen a Pesttel szemben fekvő Várhegyen, és ideköltöztesse Pest számos kiváltságot élvező német telepeseit.
Az egész középkorban Castrum Novi Montis Pestiensis – azaz „a pesti Újhegy vára” volt a hivatalos neve a tatárok ellen épült mentsvár körül hamarosan gazdasági központtá, szabad királyi várossá és állandó királyi székhellyé fejlődő településnek. Az új központ hirtelen fejlődését mi sem mutatja jobban, minthogy városelődeinek még a nevét is megszerezte: magyarul Buda, németül Ofen mindmáig a hegyre épült új város neve. A mongol fenyegetés árnyékában először a hegyet ölelő városfal épültek fel szabályos térközönként emelt tornyokkal, majd az így elkerített fennsíkon kijelölték az utcákat, kimérték a kiosztandó telkeket. Felépítették a plébániatemplomot (Nagyboldogasszony-templom) és egy kápolnát (Mária Magdolna-templom), a ferences és a dominikánus kolostort, és több középületet (városháza, Kammerhof). Benépesült a hegy lábánál a Duna partja is Felhévíztől egészen Alhévízig (vagyis a mai Margit hídtól a Tabánig), hiszen az áru a réveken és magán a folyón áramlott. Mivel az alapítás idején a város legtöbb polgára német volt, a vezetők kizárólag közülük kerültek ki. A bírót (a kezdetektől 1347-ig a várnagy tisztét is betöltő rektort) tizenkét tagú, ugyancsak gazdag német polgárokból álló tanács segítette; többségük posztókereskedő volt. A magyar polgárság létszáma és gazdasági súlya is messze elmaradt a németekétől; mellettük a kis létszámú zsidó közösség főleg gazdasági szerepet játszott. A gyorsan gyarapodó város és persze a komoly erődítés magát a királyi udvart is hamarosan befogadta. A 13. század végétől már több országos jelentőségű gyűlést is itt tartottak, III. András, az utolsó Árpád-házi király pedig a budai ferences kolostort választotta temetkezési helyéül. A király városi szállása ez idő tájt a németül Kammerhofnak nevezett máig feltáratlan épületegyüttesben volt — ennek nevéből arra következtethetünk, hogy Visegrád mellett itt is lehetett királyi pénzverde. A Kammerhof vagy más néven régi királyi ház a város északkeleti sarkában emelkedett, külön kaputornya nyílott és a városfalon.
IV. Béla 1249-ben Esztergomból Budára költöztette székhelyét és hivatalait; Buda lett az ország fővárosa. Egyúttal szabad királyi várossá nyilvánította Budát, tehát a polgárok attól fogva neki adóztak. Az 1268-ban hivatalba lépett Monoszló Lodomér esztergomi érsek, majd utóda, Bicskei Gergely azonban magának követelte az érsekeknek „ősi jogon járó” adót, aminek fizetését a polgárok persze megtagadták. A városukba érkező külföldi kalmárok, a Dunán működő hajómalmok, a révészdíjak, valamint a piacai adásvételeik után „járó ”vámot sem fizették meg. A város ellen összefogtak az egyház szervezetei:
- az érsekség,
- az óbudai káptalan és
- a (margit)szigeti apácakolostor.

1276–1301 között hat alkalommal sújtották különböző tartalmú egyházi átkokkal a várost. Megtiltották, hogy a budaiak a Dunán halásszanak, kültelki földjeiken arassanak vagy szüreteljenek, és a tilalmat zsoldosokkal tartatták be (Jamrik).
Az Árpád-ház kihalása (1301) utáni interregnumban (1301–1308) Buda először az ifjú Vencel cseh királyfi pártjára állt. Ebben két tényező játszott fontos szerepet:
- a lakosság német többsége, lévén Csehország a Német-római Birodalom egyik meghatározó tagállama volt (Kristó, 1978),
- az, hogy Bicskei Gergely esztergomi érsek Károly Róbert egyik legelső támogatója volt; ennek jeleként 1301 tavaszán — közjogilag érvénytelenül — meg is koronázta az ifjú trónkövetelőt.

A Kronika Zbraslavská szerint Petermann budai bíró részt is vett abban a küldöttségben, amelyben a meghatározó magyar főrendek királynak kérték fel Vencelt. A Magyarországra érkező gyermekkirály Budát tette székvárosává. A várost a pápa utasítására Magyarországra érkező Boccasini bíboros sikertelenül próbálta Károly oldalára téríteni. Ezért ő is — minden korábbinál szigorúbb büntetésekkel — kiátkozta Budát, majd visszatért Itáliába (Jamrik).
1302 szeptemberében Károly Róbert elfoglalta a Dunántúlt, és Buda bevételére készült. Kisebb hadával (az esztergomi érsek, a zágrábi, a pécsi és a bosnyák püspök bandériumaival) felvonult a város alá, de nem engedték be. Amikor hírül vette, hogy Kőszegi Iván nagy túlerővel jön a város felmentésére, kénytelen volt egészen volt átmenetileg nagybátyja, I. Albert német király oltalmába húzódni (Dümmerth Dezső: Az Anjou-ház nyomában. Panoráma Kiadó (1982). ISBN 963-243-179-0, p. 232.)
Vencel lemondása után Buda a korábbival azonos indokok alapján kijelölt utódát, a bajor Ottót támogatta.
Károly Róbert hívei 1307-ben foglalták el a várost. A király ezután néhány évig többnyire itt tartózkodott, de 1312-ben előbb Temesvárra, majd 1323-tól az addig csupán erős váráról nevezetes Visegrádra költöztette udvarát.
Bár az elkövetkező száz évben a város gazdasági jelentősége egyre növekedett, a királyi udvar csupán egy rövid időszakban 1347-1355 között, I. (Nagy) Lajos király nápolyi és litván hadjáratai idején tartózkodott újra Budán, feltehetően ekkor is a régi királyi házban, hiszen az 1340-es évek második felében itt építtetett a király kápolnát Szent Márton tiszteletére. A 14. század végén a gazdag város kínálta előnyök végül is visszavonzották a királyi udvart hivatalaival együtt. Ez a 15. század elején jelentős változásokat okozott a település életében.
Az 1370-es évek végétől I. (Nagy) Lajos király nagy palota építéséhez kezdett, ezt utóda, I. (Luxemburg) Zsigmond tovább bővítette. Lajos király 1381-ben eladományozta a Kammerhofot, Zsigmond pedig 1408-ban végleg Budára költöztette udvarát és kormányhivatalait. Ettől kezdve a török megszállásig folyamatosan az új királyi várból irányították az országot, így a város gazdasági hatalmához a társadalmi és politikai központ előnyei társultak. Egyre több egyházi és világi méltóság vett magának házat, hogy az udvarnál zavartalanul intézhesse ügyeit, egyre több olyan kereskedő települt meg, aki az udvar luxusigényét kívánta kielégíteni (az olasz kereskedőkről például utcát neveztek el). Az épületek bővültek és szépültek, új templomokat és kápolnákat alapítottak (pl. Szent Zsigmond-prépostság, Garai-kápolna), a meglevőket pedig bővítették és korszerűsítették. A külvárosok terebélyesedtek. A gazdasági fellendüléssel és az udvar beköltözésével a magyar polgárság is sokasodott és erősödött.
A német és magyar nemzetiség rivalizálás állandósuló joghatósági vitákhoz, végül 1439-ben zavargásokhoz vezetett. A feszültségeket azzal a tartósnak bizonyult reformmal oldották fel, hogy a a magyar és német polgárok hat-hat esküdtet választhattak a tanácsba, magyar, illetve német bírót pedig évente felváltva állítottak. A két közösség függetlenítette és elhatárolta plébániáit is, a Nagyboldogasszony-templomnak, vagyis a németek plébániájának jelképes fősége alatt, a Mária Magdolna-templom és a váralján a Szent Péter mártír templom önálló plébániája lett a magyar polgároknak.
A középkor végén Buda lakossága (a királyi udvartartást is beszámítva) egyes becslések szerint körülbelül 13 500 főt számlált és ezzel a Magyar Királyság legnépesebb városának számított. (A szomszédos Pest és Óbuda városokkal, valamint Felhévíz és Szentfalva mezővárosokkal együtt alkotott agglomerációban összesen több, mint 20 ezer ember élt.) A polgárság leggazdagabb és legbefolyásosabb rétege általában távolsági kereskedelemmel foglalkozott. Az elsősorban dél-német városokkal (pl. Bécs, Regensburg, Nürnberg) szoros kapcsolatokat ápoló német kereskedők a ruházat legfontosabb alapanyagát jelentő posztó behozatalában játszottak vezető szerepet, de érdekeltségeik kiterjedtek a magyarországi nemesfém bányászatra is. A német lakosságnál jóval kisebb számú olasz kolónia tagjai főként az udvar és a nemesség luxusigényeit elégítették ki. Az udvari szállítás mellett mind a németek, mind az olaszok szakértelmüket a királyi udvarban, az ország pénzügyigazgatásában is kamatoztathatták. A magyar kereskedők legtehetősebbjei az ország külkereskedelmében jelentős szerepet játszó marhakivitellel foglalkoztak. A gazdag kereskedők mellett a polgárság zömét a kézművesek adták, akik a szakmáikat képviselő céhek szervezetei között végezték munkájukat. Buda a kézműves szakmák és a céhek számát tekintve is élen járt a magyarországi városok között, a fennmaradt adatok, mintegy 29 céhbe szervezett 79 foglalkozásról tudósítanak. Kereskedelem és kézművesség mellett azonban szinte minden polgárnak fontos jövedelme származott a város környéki szőlőbirtokokból. A budai határban szüretelt szőlőből jó bort készítettek. A városi lakosság szegényebbjeinek többség a szőlőkben dolgozó napszámos kapás volt.
A késő középkorban már a Várnegyed házainak közel fele-harmada a királyi udvarban fontos szerepet betöltő vagy ott szolgáló nemesek és egyháziak kezén volt. Főként a tehetősebb polgárok maradtak, a kézművesek és a napszámosok, bérmunkások többsége kiszorult a Váraljára (a mai Vízivárosba). A Várnegyedben a polgárság nemzetiségek szerint különült el egymástól. A németek a hegy közepén, a város központjában, plébániatemplomuk és a piactér környékén laktak (kb. a mai Szentháromság utcától a Dísz térig). A magyarok az északi részt foglalták el, központjuk szintén a plébániatemplomuk melletti piactér (a mai Kapisztrán tér) volt. Az olaszok, a németek és magyarok között, főként a róluk elnevezett utcában (a mai Országház utca középtáján) éltek, a város zsidónegyedét pedig az északkeleti sarokban (a mai Táncsics Mihály utca) találjuk.
A kereskedelem változatos színtereken zajlott. A kereskedők (posztókereskedők, kalmárok, patikárusok) a piactéren elhelyezett üzleteikben árusítottak. A kézművesek általában házuk földszintjén elhelyezett műhelyeikben kínálták kész termékeiket. A piactereken mindennap be lehetett szerezni a napi táplálkozáshoz szükséges élelmiszereket a mészárszékekben, a pékeknél, illetve a gyümölcsös, zöldséges, baromfiárus, sajtos, és káposztás kofáknál. Fontosabb szerepet játszottak a hetente tartott piacok, szerdán a németek piacterén, szombaton pedig a magyar piactéren, amelyek szélesebb vásárló és eladó közönséget vonzottak. Országos jelentősége volt az évente két alkalommal, pünkösdkor és Kisasszony napján (Szűz Mária születésének ünnepe, szeptember 8.) megtartott vásároknak, amelyek két héten át tartottak a Duna partján található vásártéren.

### Török hódoltság
A 16. század elején az Oszmán Birodalom elfoglalta a Magyar Királyság déli végvárvonalát, majd a mohácsi csata, és az azt követő zűrzavaros időszak alatt befolyását kiterjesztette az ország középső területeire is. Bár a török csapatok 1526-ban és 1529-ben is bevonultak Budára, I. Szulejmán ezeket a területeket kezdetben csatlósként, és nem megszállt területként kezelte.
1541-ben azután elérkezettnek látta az időt, hogy hódításait megszilárdítsa, és a birodalom szerves részévé tegye. A várost ostrom alá vevő Roggendorf császári hadait elűzte a falak alól, és 1541. augusztus 29-én hadicsellel Szulejmán kezébe került a város, a vele szemben, a Duna túloldalán fekvő Pesttel együtt. Ezúttal azonban nem elégedett meg ezzel, hanem megalapította az első magyarországi vilajetet (tartományt), melynek központja Buda (törökül Budin) lett. Még ebben az évben elesett Szeged, Kalocsa, Szabadka, 1543-ban és 1544-ben a török kezére került Nógrád, Vác, Fehérvár, Pécs és Siklós vára is, és az új szerzemények mind az új vilajetbe tagozódtak be.
1552-ben újabb területekkel bővült a vilájet Észak-Magyarországon, és megalakult a temesvári vilajet, amely a budai beglerbégnek volt alárendelve. Buda jelentőségét királyi múltja mellett az adta, hogy a Török Birodalom itt a nagy rivális, a Habsburg Birodalom földjébe mélyen benyúlt. Az összes később kialakított magyarországi vilajet is a budai pasa katonai irányítása alatt működött.
A következő években a törökök előretörése Magyarország területén lelassult, a Budai vilajet területe gyakorlatilag nem változott a tizenöt éves háborút lezáró zsitvatoroki békéig, amikor a Nógrádtól északra fekvő területeket elveszítette a Török Birodalom. A 17. század gyakorlatilag állóháborúban, kisebb határvillongások közepette telt el. Bár az 1650-es és 1660-as években még jelentős területeket hódítottak el a Királyi Magyarországtól és az Erdélyi Fejedelemségtől, Kara Musztafa 1683-as Bécs elleni sikertelen hadjárata után gyorsan összeomlott a magyarországi török uralom, és 1686. szeptember 2-án Budát elfoglalták a Szent Liga csapatai.

### Buda visszafoglalása
Európa megkönnyebbüléssel vette tudomásul, hogy Buda visszafoglalása a töröktől 1686. szeptember 2-án megtörtént. A régóta várt esemény Buda török kézre kerülése után 145 évvel és négy nappal valósulhatott csak meg. Ezt megelőzően összesen öt alkalommal, legutóbb 1684-ben próbálták visszafoglalni a magyar fővárost. A török hadsereg megpróbálta 1683-ban Bécs városát elfoglalni, emiatt Európának kétsége sem lehetett, hogy az Oszmán Birodalom végső célja az egész kontinens meghódítása. A történelmi veszélyt a pápa érezte talán leginkább, és felismerve az összefogás jelentőségét, létrehozta a Szent Ligát, amely egy többnemzetiségű ostromló keresztény zsoldos sereggé vált. Magyar hadseregről nem lehetett beszélni, hiszen csak tizenötezer főnyi magyar katona harcolt a keresztények seregében. Magyar haderő csak kisebb háborús hadműveletekben vett részt. Ekkoriban jelentek meg az első császári huszárezredek is (Barkóczy, Gombos és Petneházy). A magyar huszárezredek sikeresek voltak és Károly herceg 1689-ben 2500 magyar huszárt alkalmazott is a nyugati fronton, ahol komoly sikereket értek el. A magyar harci potenciál azonban sem visszaszerezni, sem megvédeni nem tudta országát.
Buda jól kiépített vár volt, amelyet a török várvédők újabb és újabb erősségekkel falakkal, bástyákkal bővítettek ki, és kijavították a két évvel korábbi sikertelen ostrom omladékait. A védők tudták, hogy stratégiai szempontból Buda a még meg nem hódított Észak-Magyarország kulcsa, és jelentőségét fokozza, hogy Bécshez is viszonylag közel fekszik. Az ostromlottak nagy elszántsággal álltak ellen az ostromlók rohamainak, a török parancsnokok a végsőkig kitartottak.
A közel másfél évszázados megszállás és a visszafoglalást célzó ostromok megpróbáltatásait követően 1723. március 28-án újabb katasztrófa, egy tűzvész sújtotta Budát. A máig tisztázatlan eredetű, több napon át tomboló tűz csak a város házainak harmadát hagyta érintetlenül, a többi részben vagy teljes egészében megsemmisült; felrobbant egy puskapor tárolására használt bástya is. A halálos áldozatok száma 12 volt (ők jobbára az oltás és a mentés során vesztették életüket), 10 ember eltűnt, a súlyos sérültek száma 32 volt.

### Buda 1849-es ostroma
A budai vár bevétele megkoronázta a dicsőséges tavaszi hadjáratot, így 1849. május 21. minden szempontból fordulópontnak bizonyult: pont ezen a napon állapodott meg Ferenc József osztrák császár I. Miklós orosz cárral, 200 000 katona magyarországi bevetéséről. Ugyanakkor az ostrom tizenhét napját sokan elvesztegetett időnek tekintik, mivel a katonai jelentőséggel nem bíró Budavár ostrománál lekötött magyar erők nem tudták további nyomás alatt tartani a tavaszi vereségek nyomán meggyengült császári hadakat.
Azonban akik így vélekednek, azok nincsenek tisztában sem a magyar, sem az osztrák hadsereg akkori helyzetével. Az osztrák hadsereg morálja kétségkívül meggyengült a vereségek hatására, ugyanakkor a tavasz folyamán mindannyiszor rendezetten hagyta el a csatateret, egyszer sem sikerült megtörni őket. A Görgey rendelkezésére álló haderő az 1849. április 25-i hadrend adatai szerint 27 826 fő 107 löveggel, míg az osztrák erők 1849. május 1-én kelt hadrendje szerint, Jelačić Buda környékén maradt hadtestét nem számítva, 75 633 főből és 237 lövegből álltak. Ha ebből a számból levonjuk a betegeket, szabadságoltakat és elvezényelteket, akkor az osztrákok még mindig 54 443 fővel rendelkeztek, vagyis 2:1 arányú számbeli fölényben voltak a magyar hadsereggel szemben.
Ugyanakkor a magyar hadsereg a tavaszi hadjárat végére elhasználta a tartalékait, és az utánpótlás csak lassan csordogált. A tüzérség nagyjából minden lőszerét felhasználta, és egyelőre nem kapott utánpótlást. Ekkorra sok katonának tönkrement a bakancsa, és tartalék lábbelikből sem volt elég. Görgey és tábornokai (elsősorban Klapka) úgy gondolták, hogy Buda visszavételével megnyithatják a Dunát mint stratégiai jelentőségű vízi útvonalat, biztosíthatják az utánpótlás megfelelően gyors szállítását egy támadó hadművelethez.
Buda bevételében politikai szempontok is szerepet játszottak, mert Kossuth a magyar állam nemzetközi elismertetése szempontjából alapvető jelentőségűnek tartotta a főváros felszabadítását, bár később megváltoztatta a véleményét, és a szabadságharc bukása után ő is azt hangoztatta, hogy Buda ostroma csak időpocsékolás volt.
A magyar kormány 1992-ben döntött úgy, hogy az 1849-es ostrom emlékére május 21-én ünnepeljük a Magyar Honvédelem Napját.
- 1–5. század – Aquincum (Óbuda)
- 1243 – A budai vár és várnegyed építése
- 15. század – Királyi főváros
- 1541 – ostrom, a törökök csellel elfoglalják Budát
- 1686 – Buda felszabadul a török uralom alól
- 1849. november 9. – Széchenyi Lánchíd átadása
- 1873 – Buda, Óbuda és Pest egyesülése
- 1944. december 29. – 1945. február 13. – Buda és Pest ostroma

A történelemkönyvekben az egyesítés előtti Buda és Pest egészét gyakran Pest-Buda néven emlegették.
Az ikervárosok, Buda és Pest egyesítése már az 1830-as években beszédtéma volt, Széchenyi István már a Lánchíd építésével is ezt a célt szorgalmazta, ő írta le először a Budapest nevet is.
Fővárosotok nevét Budapestre kellene változtatni, amely kevés év, sőt hónap múlva olyan megszokottan s könnyen hangoznék, mint Bukarest, s így a két város egyesülne, amely most nem a legjobb szemmel nézi egymást. Milyen haszon áradna ebből az egyesülésből, milyen virágzó fővárosa lenne Magyarországnak rövid idő múlva!
Az egyesítés előtt vita tárgyává vált az új magyar főváros neve. A több nyelvet ismerő Széchenyit zavarta a Pest elnevezés, mivel a német „kártevő” (pest) és a „dögmirigy” (peste) szót, de a „Buda is, Pest is” szóösszetétel révén a „pestis” szó is kellemetlen volt számára. Ezért több név variációt is felvetett, végül a „Bájkert”, „Dunagyöngye”, „Etelvár” és „Hunvár” variáns után a „Honderű” városnév elnevezés mellett érvelt. „A legnagyobb magyar” azonban a negyvenes évek elején elállt kedvenc névötletétől, mert felhívták a figyelmét arra, hogy a Honderű név francia jelentése honte+rues a szégyen+utcák szavak összetétele. Amikor a leginkább elfogadott Pest-Buda nevet összefoglaló névként a térképekre nyomták volna, a Pest betűi a Duna budai, a Buda felirat pedig a pesti oldalára estek volna, ezért egyre inkább elfogadottá vált, hogy az ország szívének elnevezése Pest, Buda, Óbuda és a Margit-sziget fővárossá egyesítése után, Budapest legyen. Végül 1873-ban egyesítették Budát, Pestet és Óbudát, ekkor keletkezett a ma is használatos Budapest név.
Azután felmegyek a Normafához és elnézem a magyar tájat. Mozzanatokban szegényebb festők rakták volna részletenként egymás mellé, hogy minél drámaibb vagy andalítóbb, de mindenesetre minél hatásosabb legyen. A magyar tájat úgy öntötte ki valaki a zsákjából egyszerre, egészben. Itt a belső formát kell csodálni, a nagyvonalú kompozíciót.
És itt lent a két város. Köztük a hajóhíd. A kabátos embert szó nélkül átengedik rajta; az inges-gatyást megállítják. Ha dühösen tiltakozik, továbbengedik, mert látják, hogy bocskoros nemes, nem kell adót fizetnie; ha szomorúan lehajtja a fejét, akkor fizetnie kell, jobbágy.

A Vár olyan, mint egy olasz hegyi város, négy kapujával és középen a királyi palota, ahol nem lakik király, mint az olasz Castellok, amelyekből már kihaltak a zsarnokok. A Krisztina még majorjellegű, a Viziváros földszintes félpolgári település, a Tabán fecskefészekszerű házai, ahol az elszegényedett rácok kiárusítják lányaikat, lépcsőzetesen kapaszkodnak fel a Gellérthegyre, a hegy tetején csillagvizsgáló áll.

## Jogalkotás

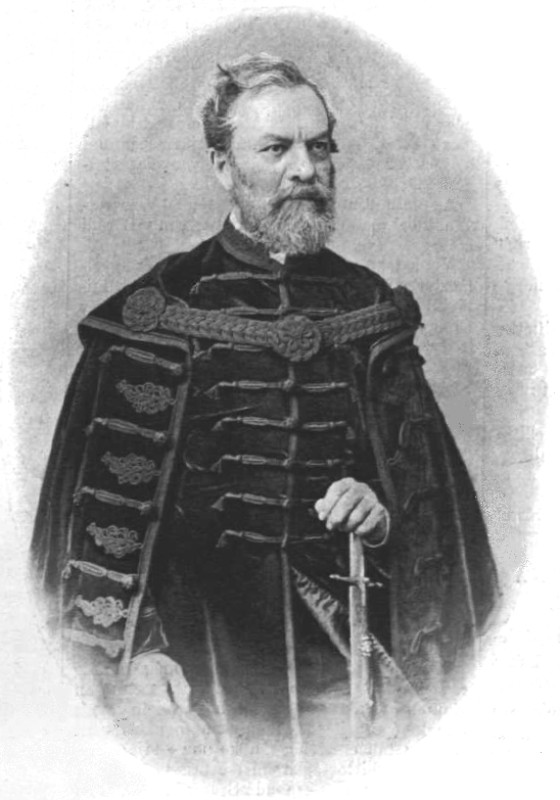
Házmán Ferenc, Buda város utolsó polgármestere

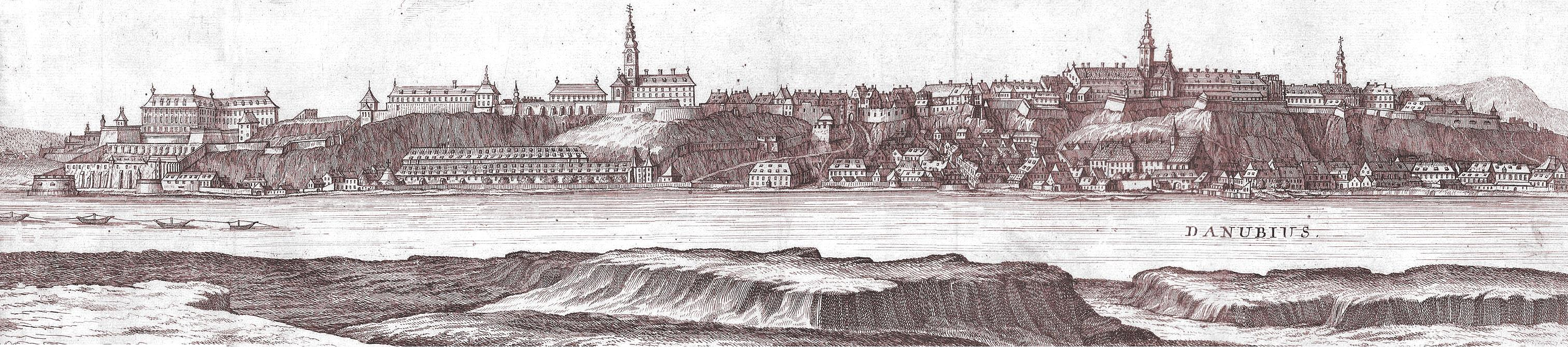
A Budai vár látképe Pest felől, 1737

Fennmaradt az ún. Budai törvénykönyv, azaz Buda városának 1141 táján írásba foglalt törvénykönyve (Rechtpuch nach Ofner Statrechten), amelyet Michnay Endre és Lichner Pál adott ki Buda városának törvénykönyve címen Pozsonyban 1845-ben.

## A budai városrészek
A városrésznevek jelentős része a dűlőkeresztelő alkalmával 1847-ben Döbrentei Gábor által alkotott vagy ajánlott magyar név, az addigi német nevek helyett.

### A mai Buda
- Budapest I. kerülete
- Budapest II. kerülete
- Budapest III. kerülete
- Budapest XI. kerülete
- Budapest XII. kerülete
- Budapest XXII. kerülete

## Híres emberek

### Budán éltek
- József nádor
- Jókai Mór

### Budán hunytak el
- Tittel Pál (1784–1831) csillagász, az MTA tagja
- József nádor
- Beer János Nepomuk
- Berzeviczy Pál (1758–1828. március 18.) tanácsos